# Strychnos bifurcata
Strychnos bifurcata är en tvåhjärtbladig växtart som beskrevs av Leeuwenb.. Strychnos bifurcata ingår i släktet Strychnos och familjen Loganiaceae. Inga underarter finns listade i Catalogue of Life.